# Katschberský tunel
Katschberský tunel (německy Katschbergtunnel) je dálniční tunel na rakouské dálnici A10 (Tauern Autobahn) pod masivem Katschberg v Ankolgelgruppe ve spolkových zemích Salcbursko a Korutany. Se svojí délkou 5,5 kilometru je 10. nejdelším rakouským tunelem. Mýtné za průjezd tunelem činí 13,00 € (v souhrnu s Taurským tunelem, samostatně 6,50 €).

## Historie
Tunel byl otevřen jako jednotubusový 21. června 1975, společně se sousedním Taurským dálničním tunelem. Jako dvoutubusový začal fungovat od 30. dubna 2009.

## Stavba
Výstavba, kterou provedla společnost TAAG (Tauern Autobahn Aktiengesellschaft), byla zahájena společně s úsekem Taurské dálnice v roce 1971. Tunel tak odvedl dopravu z Katschberského sedla, které leží v nadmořské výšce 1641 m.
Tunel byl navržen jako dvoutubusový, ale přípravy na dostavbu druhého tubusu byly ukončeny v roce 1988.
Po dopravní nehodě v Taurském tunelu v roce 1999 byly přípravy na dostavbu obnoveny a stavba druhého tubusu začala v roce 2005. K průrazu došlo po roce a již 4. dubna 2008 byl tubus uveden do provozu. Následovala ještě rekonstrukce původního tubusu, při níž byl prodloužen. Ke konečnému dokončení a otevření tunelu došlo 30. dubna 2009.